# Выборгская центральная народная школа
Выборгская центральная народная школа (фин. Viipurin keskuskansakoulu) — начальное учебное заведение, действовавшее в 1868—1939 годах в Выборге. Двухэтажное школьное здание в центре города Выборга, построенное в 1868 году по проекту архитектора И. Е. Иогансона, включено в перечень памятников архитектуры.

## История
В 1863 году императором Александром II было принято высочайшее постановление «Об уравнении в правах финского языка с официальным шведским». В официальное делопроизводство Великого княжества Финляндского стал вводиться финский язык. В то же время в образовании стала расширяться сеть финноязычных школ, соответствовавших начальным народным училищам Российской империи. В соответствии с изданным в 1866 году «Постановлением об устройстве народного преподавания в Великом княжестве Финляндском» школа была отделена от церкви, и вместо немногочисленных лютеранских церковно-приходских школ по проекту У. Сигнеуса местными властями стали создаваться народные школы. Образовательное законодательство содержало требования к школьным зданиям, контроль над соблюдением которых осуществлялся школьным управлением. В соответствии с установленными требованиями выборгским губернским архитектором И. Е. Иогансоном был разработан проект народной школы, построенной в 1867—1868 годах и ставшей первым каменным зданием на Александровской перспективе (ныне Ленинградский проспект) — улице, проложенной на месте куртин и валов Рогатой крепости, снесённой в соответствии с генеральным планом развития Выборга 1861 года. Вскоре по соседству на той же улице были построены две женские гимназии: шведская и русская.
Первоначально школу называли «rahwaskoulu» («школа для простолюдинов»), но в 1872 году переименовали в народную («kansakoulu»). А когда в городских районах были открыты свои школы (например, Репольская народная школа, Сорвальская народная школа), Выборгскую народную школу стали называть центральной.
Школьное здание считается наиболее удачной выборгской постройкой И. Е. Иогансона. Центральная часть строгого симметричного фасада двухэтажного здания четырёхклассной начальной школы, поставленного на высоком цоколе, выделена ризалитом. Плоскости первого этажа рустованы, а простенки между высокими полуциркулярными окнами второго этажа украшены коринфскими колоннами, объединёнными попарно. В качестве элементов фасадного декора использованы львиные маскароны. Дворовый фасад, также украшенный ризалитом, оформлен более скромно. Вспомогательные службы размещались в отдельном дворовом корпусе № 15А.
В связи с постоянным ростом численности финноязычных учеников в 1886 году по проекту архитектора Ф. А. Шёстрёма был построен новый корпус центральной народной школы, значительно превосходящий старый своими размерами.
Работа школы прекратилась в ходе советско-финских войн (1939—1944). После Советско-финляндской войны (1939—1940) в школьном здании открылся дом Красной армии, при котором действовала семилетняя школа для взрослых. А в 1941 году, после начала Великой Отечественной войны, в здании произошёл пожар, уничтоживший интерьеры. В результате послевоенного ремонта старый школьный корпус был приспособлен под жилой дом, служебный дворовый корпус передан в ведение органов внутренних дел, а в новом школьном корпусе разместился дворец культуры.